# Wszystko jedno (singel)
Wszystko jedno – czwarty singel polskiej piosenkarki Natalii Zastępy z jej pierwszego minialbumu, zatytułowanego Wracam do siebie. Singel został wydany 28 grudnia 2023.
Kompozycja znalazła się na 25. miejscu listy OLiA, najczęściej odtwarzanych utworów w polskich rozgłośniach radiowych.

## Geneza utworu i historia wydania
Utwór napisali i skomponowali Natalia Zastępa i Robert Krawczyk, który również odpowiada za produkcję utworu. Piosenkarka o singlu:

Ta piosenka jest o tym, że choćbyś nie wiem, jak wszystko sobie wymyślił i poukładał, to życie potrafi paskudnie Cię zweryfikować. Czasem na twojej drodze stanie, np. ktoś, kto ma na ciebie inny plan, czasem dasz się przekonać, czasem nie potrafisz odmówić, czasem zbieg okoliczności wepchnie cię w sytuację, z której nie ma wyjście na wcześniej obraną drogę. Ta piosenka przewrotnie nie jest o tym, że jest mi wszystko jedno, ale o tym, że nie na wszystko mam wpływ – a przynajmniej nie na 100%. I że czasem zamiast zadręczać się absurdami życia, można na chwilę się poddać, dać się ponieść, popłynąć z prądem i wypłynąć w dogodnej sytuacji. [...]

Singel ukazał się w formacie digital download 28 grudnia 2023 w Polsce za pośrednictwem wytwórni płytowej Universal Music Polska. Piosenka została umieszczona na pierwszym minialbumie Zastępy – Wracam do siebie.
23 stycznia 2024 utwór został zaprezentowany telewidzom stacji TVN w programie Dzień dobry TVN.

## „Wszystko jedno” w stacjach radiowych
Nagranie było notowane na 25. miejscu w zestawieniu OLiA, najczęściej odtwarzanych utworów w polskich rozgłośniach radiowych.

## Teledysk
Do utworu powstał teledysk w reżyserii Pawła Grabowskiego, który udostępniono 29 grudnia 2023 za pośrednictwem serwisu YouTube.

## Lista utworów
- Digital download[3]

1. „Wszystko jedno” – 2:58

## Notowania

### Pozycja na liście airplay
| Kraj   | Lista (2024)                   | Najwyższa pozycja |
| ------ | ------------------------------ | ----------------- |
| Polska | OLiS – oficjalna lista airplay | 25                |